# لالینگتون، سامرست
لالینگتون (به انگلیسی: Lullington) یک روستا و محله مدنی در بریتانیا است که در مندیپ واقع شده‌است. لالینگتون ۱۶۲ نفر جمعیت دارد.